# Tujuguaba
Tujuguaba é um distrito do município brasileiro de Conchal, que integra a Região Metropolitana de Piracicaba, no interior do estado de São Paulo.

## História

### Origem
O povoado que deu origem ao distrito de Tujuguaba surgiu em 1911, com a criação do Núcleo Colonial Conde de Parnaíba em território do município de Mogi Mirim, sendo a sede urbana do núcleo.

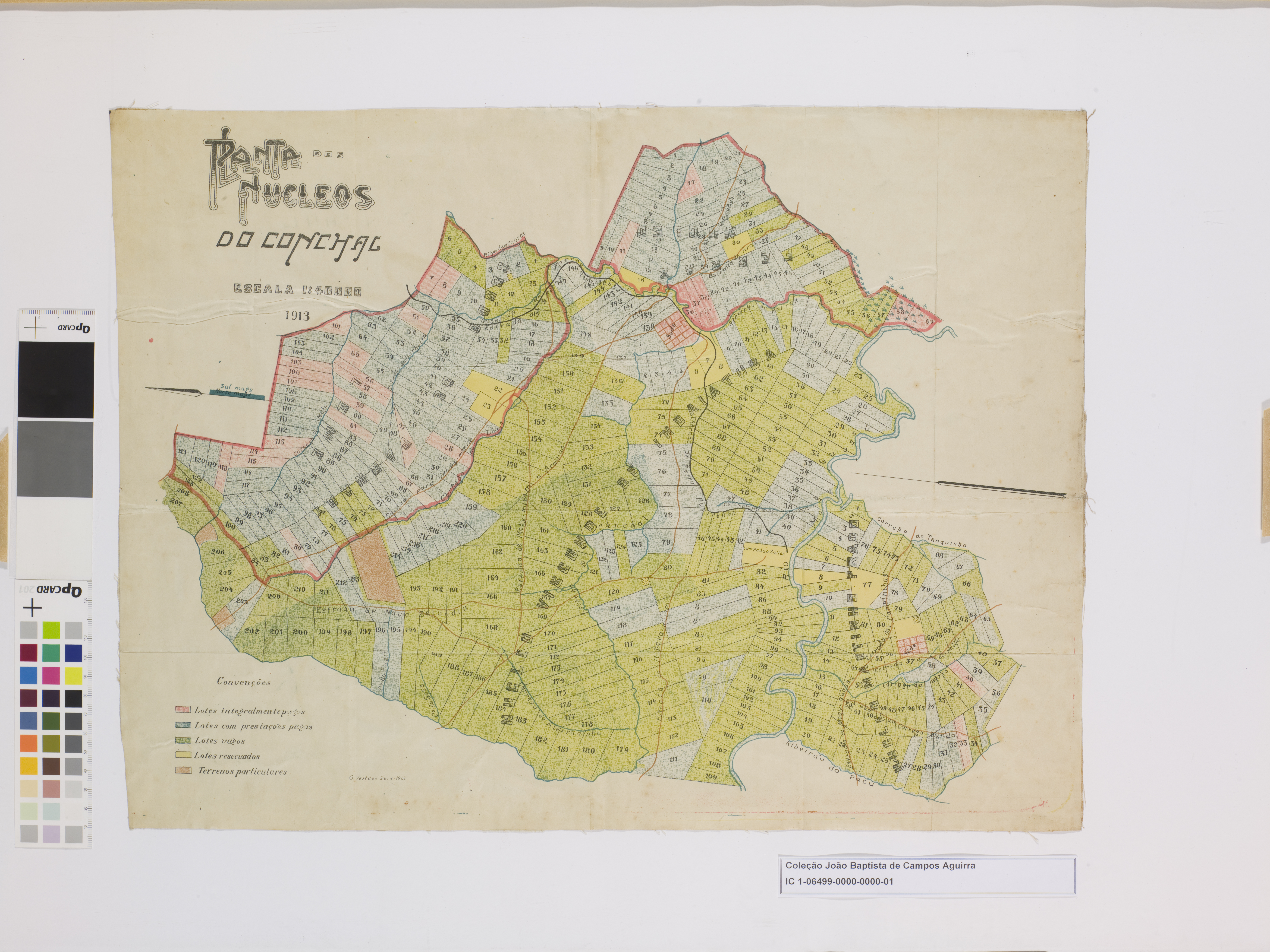
Planta dos Núcleos Coloniais do Conchal com suas sedes (Tujuguaba, Conchal e Martinho Prado Júnior).

Para atender ao núcleo colonial a Estrada de Ferro Funilense inaugurou a estação ferroviária Tujuguaba na sede do núcleo, aberta ao tráfego em 20/11/1913.

### Toponímia
"Tujuguaba" é um termo de origem tupi. Significa "lugar de lama", através da junção dos termos ty ("água"), îuk ("podre") e aba ("lugar").

### Formação administrativa
- Distrito policial de Tujuguaba criado em 07/02/1936 no município de Mogi Mirim[8].
- Distrito criado pela Lei n° 3.198 de 23/12/1981, com sede no bairro de Tujuguaba e com território desmembrado do distrito de Conchal[9][10].

## Geografia

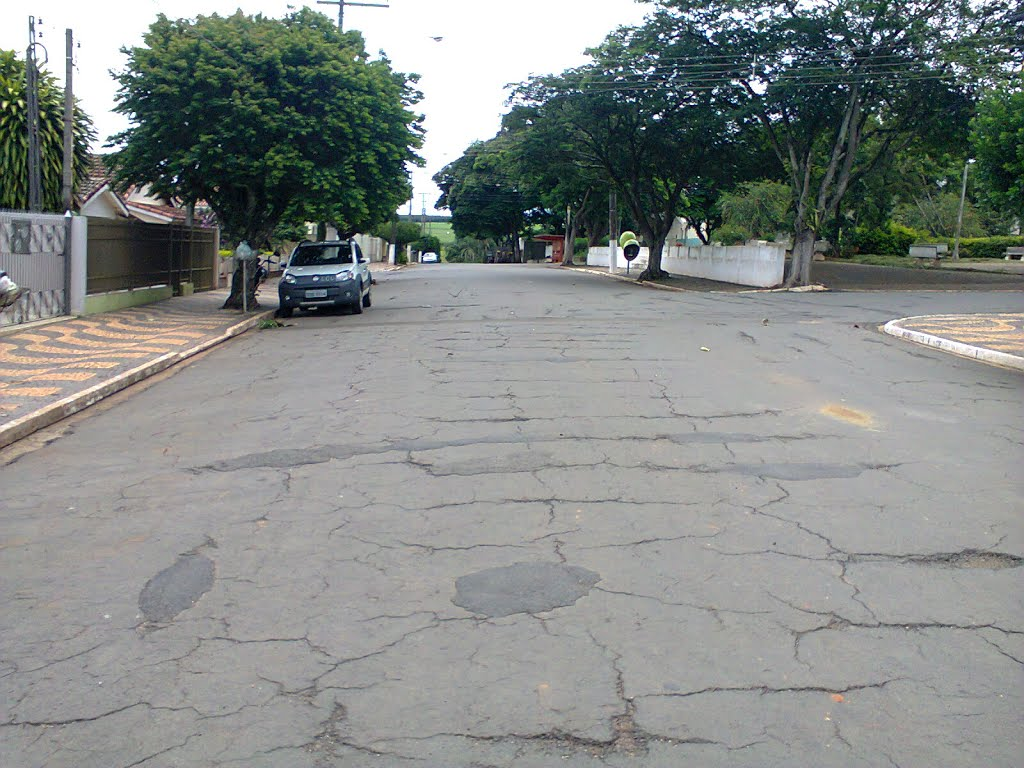
Aspecto local.

### Demografia

#### População urbana
| Crescimento população urbana | Crescimento população urbana | Crescimento população urbana | Crescimento população urbana |
| Censo                        | Pop.                         |                              | %±                           |
| ---------------------------- | ---------------------------- | ---------------------------- | ---------------------------- |
| 1980                         | 665                          |                              | —                            |
| 1991                         | 791                          |                              | 18,9%                        |
| 2000                         | 680                          |                              | −14,0%                       |
| 2010                         | 687                          |                              | 1,0%                         |
| Fonte: IBGE e Fundação SEADE |                              |                              |                              |

#### População total
Pelo Censo 2010 (IBGE) a população total do distrito era de 1 087 habitantes.

### Área territorial
A área territorial do distrito é de 71,102 km².

### Rodovias
O principal acesso ao distrito é a Rodovia Professor Zeferino Vaz (SP-332).

### Topografia
Localiza-se a uma altitude de 591 metros. 

## Serviços públicos

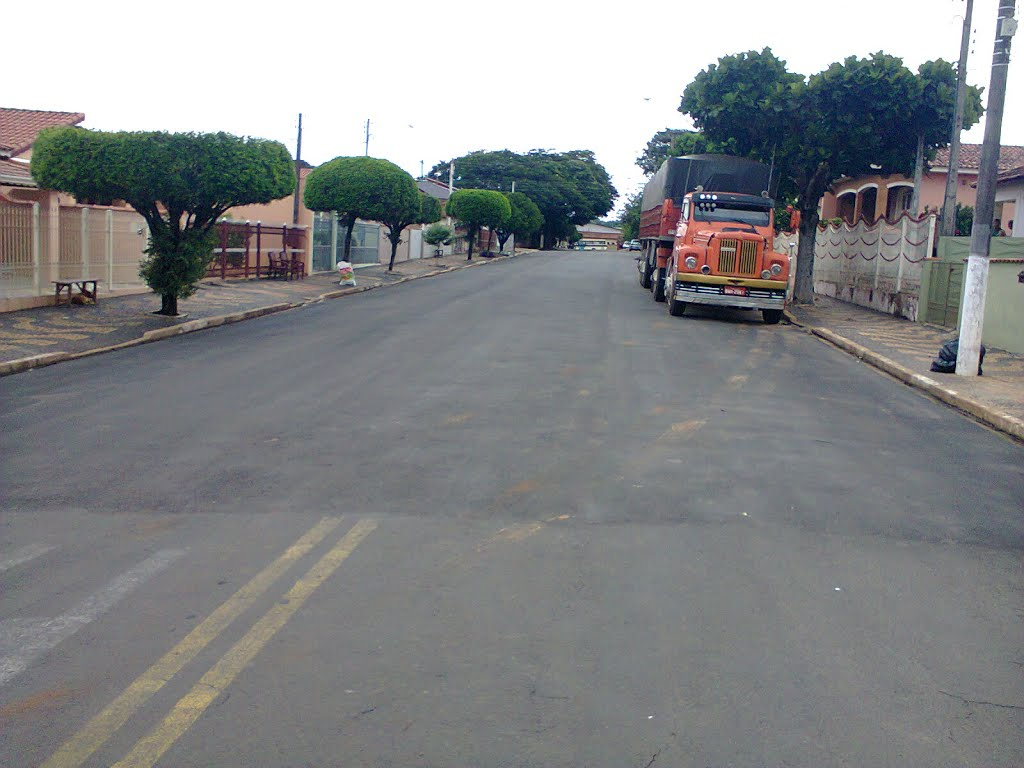
Aspecto local.

### Registro civil
Feito na sede do município, pois o distrito não possui Cartório de Registro Civil das Pessoas Naturais.

### Saneamento
O serviço de abastecimento de água é feito pela Prefeitura Municipal de Conchal.

### Energia
A responsável pelo abastecimento de energia elétrica é a Neoenergia Elektro, antiga CESP.

### Telecomunicações
O distrito era atendido pela Telecomunicações de São Paulo (TELESP) através da central telefônica de Conchal. Em 1998 esta empresa foi vendida para a Telefônica, que em 2012 adotou a marca Vivo para suas operações.

## Cultura

### Festa do Peão
A vila orgulha-se de sediar uma das mais antigas festas de peão do Brasil: a Festa do Peão de Tujuguaba. A primeira ocorreu no dia 16 de setembro de 1978. Antes de 1978 havia em Tujuguaba várias brincadeiras de montarias em bois em que jovens testavam sua coragem tentando ficar em cima de garrotes e bois no mangueiro dos Pereira ou na entrada da vila, onde havia um curral.
Com a ideia de fazer a festa do peão, várias pessoas saíram em busca de meios para isso se realizar. Primeiramente, arrumaram mais gente da vila e da redondeza para ajudar na organização. Arrumaram os bois para as montarias (estes eram todos bois comuns de pasto).
Nessa época, as festas de peão possuíam apenas a montaria em cavalos, as montarias em bois eram apenas provas de exibição. A Festa do Peão de Tujuguaba foi a primeira festa do estado de São Paulo a ter a montaria de touros em forma de competição e não mais como mera exibição.
Nas três primeiras edições da festa, os peões faziam uma primeira rodada de montaria em cavalos, depois faziam uma segunda rodada em burros, e por fim na terceira passagem eram montados os touros. Os classificados para a final só montavam em touros. A festa no seu segundo ano passou para o mês de agosto e por lá ficou durante vários anos (voltando a partir da 29º edição). Passou de apenas uma tarde de domingo para quatro dias. 

## Religião
O Cristianismo se faz presente no distrito da seguinte forma:

### Igreja Católica
- A igreja faz parte da Diocese de Limeira[22].

### Igrejas Evangélicas
- Congregação Cristã no Brasil[23].